# Calanda Bräu
Calanda Bräu fu un birrificio grigionese, produttore dell'omonima birra Calanda, fondato nel 1780 e successivamente acquisito da Heineken nel 1993, evento che consentì a questo marchio di proseguire la lunga e consolidata tradizione per quanto riguarda la produzione di birra.

## Storia
Nel 1780 il birraio grigionese Rageth Mathis aprì a Coira, nel caratteristico quartiere «Welschdörfli», un piccolo birrificio artigianale. Nel 1902  il birrificio di Rageth Mathis si unì alla società per azioni Aktienbrauerei Chur, che poco dopo si trasformò nella Rhätische Aktienbrauerei, con stabilimenti da Thusis fino a Davos. Dopo le guerre mondiali la Rhätische Aktienbrauerei conobbe un grande sviluppo caratterizzato da una costante espansione tanto che nel 1970 la Engadiner Aktienbrauerei e la Rhätische Getränke SA si fusero creando la birreria Calanda Bräu, che nel 1990 divenne il terzo produttore di birra in Svizzera, fino all'acquisizione nel 1993 da parte di Heineken.

## Birre attualmente prodotte

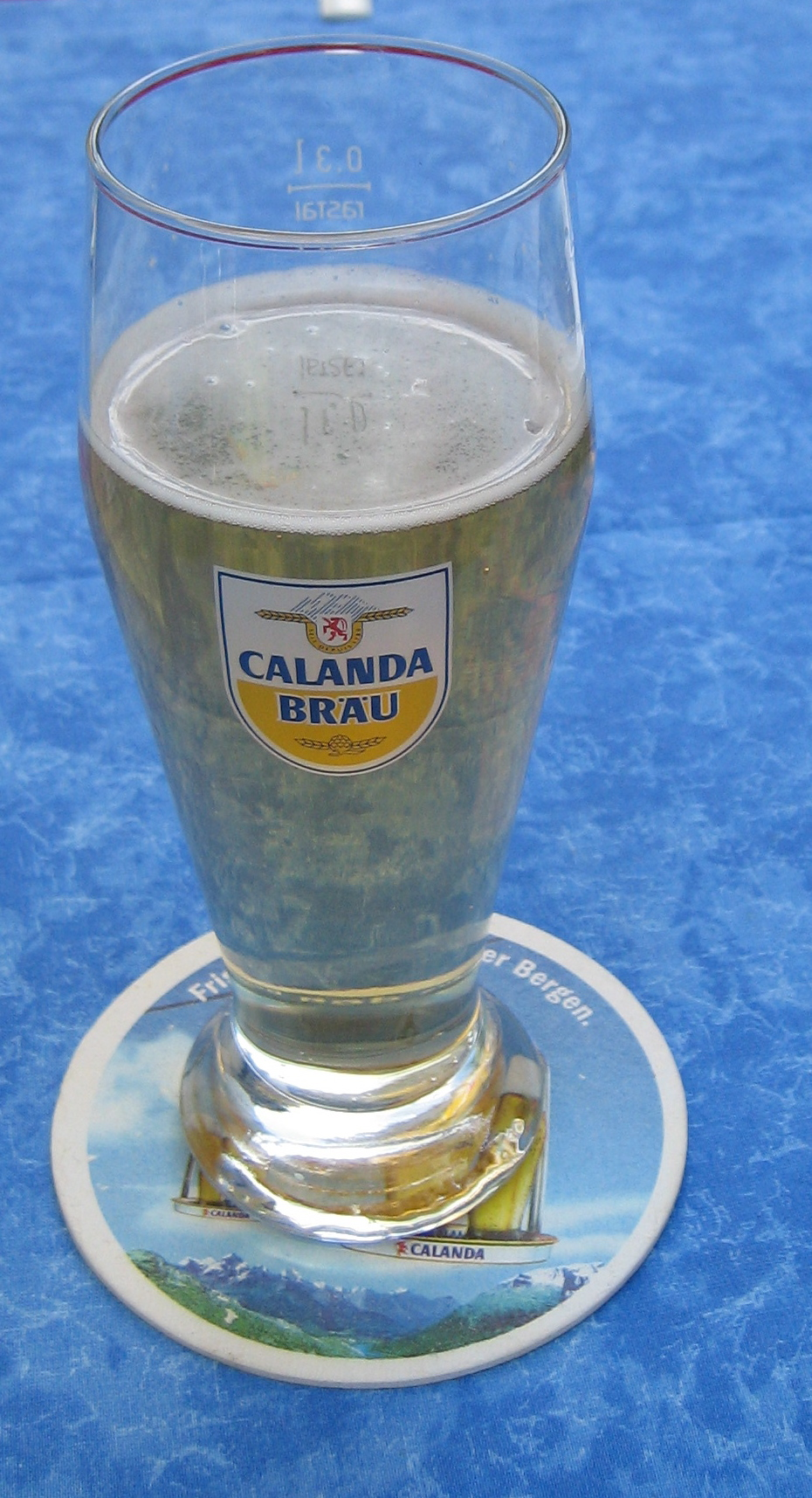
Birra Calanda

La birra Calanda ha la particolarità di essere prodotta unicamente con acqua pura surgiva delle Alpi Grigionesi. Sotto un elenco delle birre Calanda attualmente prodotte:
- Calanda Lager
- Calanda Zwickel
- Calanda Mezza 2.5
- Calanda Dunkel
- Calanda Edelbräu
- Calanda Meinsterbräu
- Calanda Senza
- Calanda Lemon
- Calanda Glatsch